# سید علی قاضی عسکر
سید علی قاضی عسکر (زاده ۵ خرداد ۱۳۳۳ در اصفهان) روحانی ایرانی و تولیت آستان عبدالعظیم حسنی است. او از سال ۱۳۷۶ تا ۱۳۸۱ امام جمعه اصفهان و از سال ۱۳۸۸ تا ۱۳۹۸ نمایندهٔ رهبری در امور حج و زیارت و سرپرست حجاج ایرانی بود.

## زندگی‌نامه
سید علی قاضی عسکر در روز ۵ خرداد ۱۳۳۳ در خانواده مذهبی در اصفهان متولد شد. در سن ۱۵ سالگی وارد حوزه علمیه اصفهان شد بعداز گذشت یکسال به قم رفت و در آنجا ادامه تحصیل داد و سطوح حوزوی را با موفقیت پشت سر گذاشت و در نهایت در سال ۱۳۷۳ از شورای مدیریت حوزه علمیه قم، مدرک دوره دوم خارج معادل دکترا را دریافت کرد.

## اساتید
کافی اصفهانی، سید حسن بهشتی، حجازی اصفهانی، شیخ یحیی سلطانی، محمدتقی ستوده، ابوالقاسم خزعلی، شیخ جواد تبریزی، علی مشکینی، مرتضی مطهری، جوادی آملی، جعفر سبحانی، خاتم یزدی، محمدحسن قدیری و غیره

## تولیت حرم عبدالعظیم حسنی
با حکم رهبر جمهوری اسلامی ایران سید علی خامنه‌ای در تاریخ ۷ فروردین ۱۴۰۱، قاضی‌عسکر به سمت تولیت آستان عبدالعظیم حسنی و متعلقات و بقاع وابسته منصوب گردید. پیش از او محمدی ری‌شهری این سمت را برعهده داشت.

## مسئولیت‌ها
- نماینده ولی فقیه در امور حج و زیارت و سرپرست حجاج ایرانی (از سال ۱۳۸۸ تا ۱۳۹۸)
- عضو شورای سیاستگذاری ائمه جمعه (از سال ۱۳۷۲ تاکنون)
- امام جمعه موقت اصفهان (از سال ۱۳۷۶ تا ۱۳۸۱)
- معاون فرهنگی و ارشاد در بعثه آیت‌الله خامنه‌ای (از سال ۱۳۷۰)
- سرپرست معاونت امور روحانیون در بعثه آیت‌الله خامنه‌ای (از سال ۱۳۷۰)
- معاون آموزش و پژوهش در بعثه آیت‌الله خامنه‌ای (از سال ۱۳۷۰)
- تولیت آستان حرم شاه عبدالعظیم حسنی (از سال ۱۴۰۱)[۸][۹]

## تالیفات
وی تاکنون ۱۶ کتاب و حدود ۵۰ مقاله نوشته‌است.
- همراه با خلیل
- ابوطالب یزدی: شهید مروه
- منتخب احادیث حج
- منتخب احادیث عمره
- آداب سفر حج
- آداب سفر و زیارت عتبات عالیات
- درسنامه آداب سفر حج
- حج در اندیشه اسلامی
- تخریب و بازسازی بقیع به روایت اسناد (جدید)
- تخریب و بازسازی بقیع به روایت اسناد (قدیم)
- تخریب البقیع فی الوثائق و المستندات
- نماز جمعه
- حدیث قافله‌ها
- خاطرات سفر
- سفرنامه میرزا داود وزیر وظایف[۱۰]